# Língua mro

Povo e língua Mru - canto inferior direito no mapa de Bangladesh

A língua mru ou língua mro pertence à família Tibeto-Birmanesa sendo reconhecida como um das oficias de Bangladesh. É falada pelos Mros (Mru), povo que habita os Chittagong Hill Tracts de Bangladesh também em Mianmar com uma população de 22 mil em  Bangladesh conforme o censo de 1991. Os Mros são o segundo maior grupo tribal de Bandarban (distrito) dos Chittagong Hill Tracts. Um pequeno grupo de Mros vive também distrito de Rangamati Hill.
A língua mru foi considerada como "definitivamente ameaçada de extinção" pela UNESCO em Junho de 2013

## Nome
A língua é também chamada mru, cujo significado é 'humano' e seus falantes Mros se referem a si próprios como Mro-cha ('seres humanos'). Outras tribos na região os chamam de Murong ('estrangeiros').

## Classificação
É uma das línguas tibeto-birmanesas das mais difíceis de se classificar, tem filiações marginais com as Búrmicas Mru e Meithei da Índia, Bangladesh e Birmânia, parece similar às línguas Kukish.   No entanto, uma vez classificada como Kukish, a língua mru poderia ser considerada como estando mais próxima das [[línguas lolo-birmanesas.

## Escrita
A língua mro tem sua própria escrita, é um alfabeto com 31 letras e 10 numerais (0 a 9). Esse alfabeto foi criado durante os anos 1980 por Menlay Murang, ou Manley Mro, um nativo que acreditava que tal criação serviria para redimir a catástrofe contada na mitologia Mro. A lenda narra que o deus Turai escrevera um alfabeto e uma religião para os Mro num livro e entregara a uma vaca para entregá-la aos homens. Infelizmente, porém, a vaca sentiu muita fome e comeu o livro e assim a escrita se perdeu para sempre.
Cerca de 80% dos Mro são considerados como alfabetizados nessa escrita, sendo a mesma ensinada nos três graus da educação fundamental na região.

## Distribuição

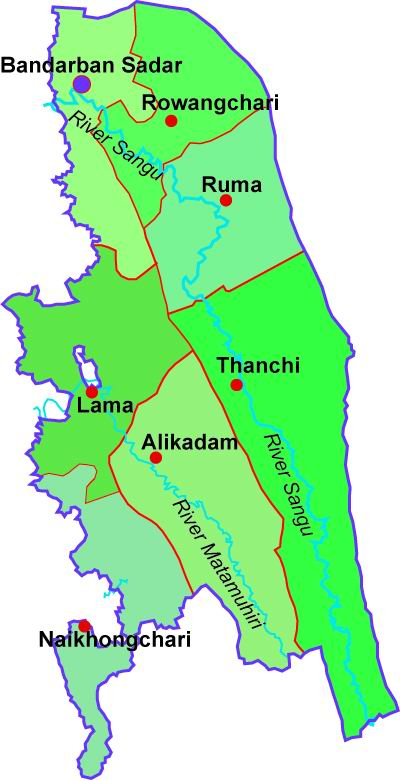
Mapa do distrito de Bandarban

Em Mianmar, é falada em Sittwe (Akiab) e em Rakhine. Em Bangladesh, os Mros vivem principalmente nas áreas florestais de Lama, Ruma, Alikaram e Thanchi nas proximidades das montanhas Chimbuk.

## Subdivisões
São cinco maiores clãs Mro (Rashel 2009).
- Dengua
- Premsang
- Kongloi
- Maizer
- Ganaroo Gnar

O mesmo Rashel (2009) apresenta outra classificação com dez clãs Mro:
- Yarua (subdivisões abaixo)
  - Khatpo
  - Chimlung
  - Zongnow
  - Chawla
- Yaringcha
- Tang
- Deng
- Kough
- Tam-tu-chah
- Kanbak
- Prenju
- Naichah
- Yomore

## Numerais
Rashel (2009:159) lists numerais de 0 a 9:.
1. lɔk
2. pre
3. ʃum
4. taːli
5. taŋa
6. tro
7. rinit
8. rijat
9. tako
10. muit